# Cheech & Chongs sköna drömmar
Cheech & Chongs sköna drömmar, originaltitel Nice Dreams, amerikansk film från 1981.

## Rollista (i urval)
- Tommy Chong - Chong
- Cheech Marin - Cheech
- Stacy Keach - The Sarge Stedanko
- Paul Reubens - Howie Hamburger Dude
- Timothy Leary - Himself
- Rikki Marin - Blonde in Car
- Tim Rossovich - Det. Noodles